# Степан Држислав
Степан Држислав (хорв. Stjepan Držislav) (умер в 997 году) — король Хорватии из династии Трпимировичей, правивший в 969—997 годах.
Когда умер отец Степана, король Михайло Крешимир II, наследник был ещё юным, поэтому первые 7 лет царствования регентство над ним осуществляла его мать — Елена Задарская. После её смерти в 976 году Степан Држислав вступил в полновластное правление.
После начала войны в 980-х годах между византийским императором Василием II и Болгарией, Степан заключил союз Хорватии с Византией против Болгарии. Как и Томислав I, в качестве условия союза, Степан Држислав добился перехода под контроль Хорватии городов на Адриатическом побережье, находившихся под формальной властью Византии. Переход к хорватской короне власти над богатыми, портовыми городами Далмации (Крк, Осор, Раб, Задар, Трогир и Сплит) был важнейшим событием в истории страны и сильно способствовал её последующему развитию.
Степан Држислав сумел избежать серьёзных боёв с болгарами, которые были сосредоточены на войне с Константинополем.
Степан Држислав основал новый город на Адриатическом побережье — Биоград-на-Мору и сделал его столицей страны и своей резиденцией. Внутренняя политика короля характеризовалась передачей широкого круга полномочий региональным правителям (банам). Степан Држислав прилагал большие усилия для достижения мирного и гармоничного сосуществования в Далмации хорватского большинства и романоязычного меньшинства.
После смерти короля ему наследовал его старший сын Светослав Суронья.